# 99式空対空誘導弾
99式空対空誘導弾(きゅうきゅうしきくうたいくうゆうどうだん)は、日本の航空自衛隊が装備する中距離空対空ミサイルである。AAM-4とも呼ばれる。主契約者は三菱電機。
誘導方式は初期から中間誘導は慣性誘導と発射母機からのデータリンクによる指令誘導、終末誘導にはミサイルに内蔵されたレーダーによるアクティブ・レーダー・ホーミング（ARH）が用いられる。射程は100 km前後と言われている。

## 開発経緯
1980年代から1990年代にかけて、アメリカではセミアクティブ誘導であるAIM-7 スパローの後継として、AIM-120 AMRAAMを開発・配備しようとしていた。AMRAAMはアクティブレーダー誘導で先代のスパローより軽く、有効射程・運動性ともに高い能力を持つ優れたミサイルであった。しかし、その開発当初、AMRAAMの販売先はアメリカ軍とNATO各国軍のみに限定されるのではないか、との懸念を日本は抱いていた（実際には輸出された）。
そのために防衛庁（現：防衛省）は、AMRAAMと同等以上の能力を持つ国産ミサイル、AAM-4の開発を決めた。1985年頃から技術研究は行われていたが、1994年から本格的に開発が開始された。これは1999年に99式空対空誘導弾の名で採用された。なお、開発費として263億円がかかった。

## 特徴と能力

### 特徴
AAM-4の特徴として指令送信機、シーカー、近接信管などに特殊な変調方式を採用していることがあげられる。これによりAAM-4は敵のレーダー・ミサイル警報装置に探知されることがなく攻撃可能である。この変調方式はFCSレーダーを使用した指令送信が不可能なためAAM-4運用のためにはJ/ARG-1と呼ばれる指令誘導装置が必要である。また、送信機に旧来用いられてきた進行波管 (TWT) にかわり小型高出力かつ安価なガリウム砒素半導体FETを用いたことによりロックオン性能と対ECM・クラッター性能が向上し、横行目標にも対応可能となっている。更に、慣性誘導装置に小型で応答特性の良好な光ファイバージャイロを搭載したことにより誘導性能が高くなっている。
もう一つの特徴としては指向性破片弾頭の装備があげられる。この方式では、近接信管が内蔵レーダーにより敵機の方向を正確に把握し集中的に攻撃を仕掛けるので、ただ破片をばら撒くだけであった従来の近接信管と比べるとより効率的に大きな攻撃力を与えることが可能である。

### 能力
アクティブレーダー誘導と指令・慣性誘導を併用し、指令・慣性誘導の必要ない射程であれば撃ち放し能力を持ち、ミサイルを発射後に誘導することも可能。また、AIM-120が対航空機戦に主眼を置くため、近接信管で弾頭を炸裂させればよいのに対し、航空自衛隊が求めるAAM-4では、対艦・対地巡航ミサイルの迎撃も重要視している。このため、LOAL(発射後ロックオン)の実現や、デュアル・スラスト・ロケットモーター（燃焼パターンを2段階に変化させるロケット・モーター）を採用し、AIM-120と比べ弾体も大型となっている。これにより射程はAIM-7に比べて2倍近く延びており、アクティブレーダー信管と指向性弾頭により撃墜率も大きく上昇している。
また前述の特長によりECCM（電波妨害排除）能力・多目標同時射撃能力などが、AIM-120を上回っているようで防衛省の平成13年度の政策評価書によると、AIM-120Bと比べても、スタンドオフ・レンジ能力では1割以上上回っているという。
優秀な民生技術を大幅に取り入れて性能を向上させたのと同時にコストダウンしたらしく、ライセンス生産したAIM-7に比べると安い。
小松基地で講習が行われる際には、視認性を良くする為に着色されることがある。

## 派生型

### 99式空対空誘導弾 (B)

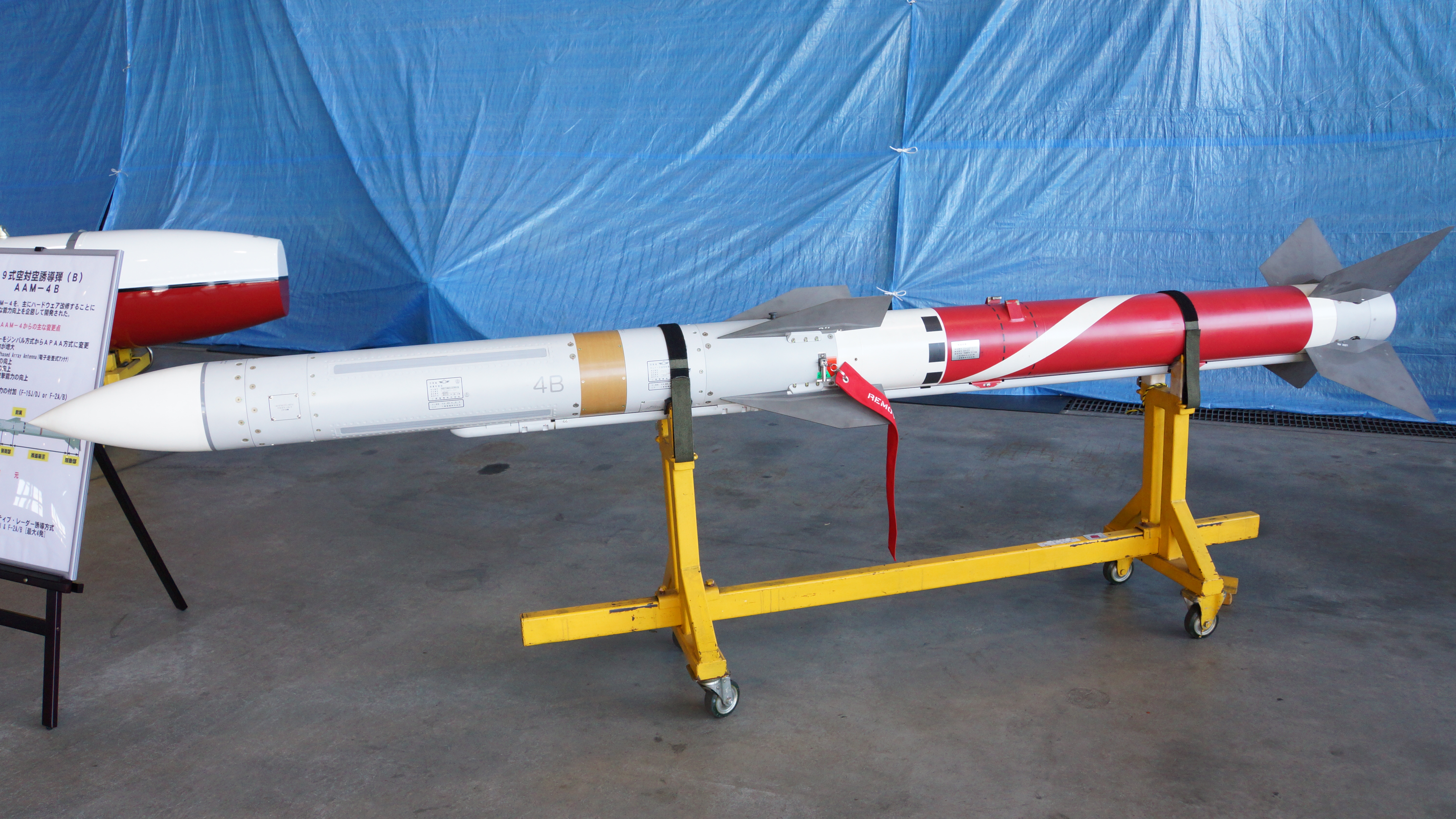
試作型（模擬弾）シーカー部以外はAAM-4のものをそのまま用いている

技術研究本部で2002年（平成14年）度から2008年（平成20年）度まで、横行目標対処能力の向上による攻撃範囲の拡大、巡航ミサイル対処能力の向上、スタンドオフ・レンジと自律誘導距離の延伸による母機の残存性の向上、ECCM能力の向上による対妨害性の向上、及び数百万円の価格低減を目的に、99式空対空誘導弾(改)の開発が行われた。
AAM-4Bはシーカーをアクティブフェイズドアレイに変更し、新方式の信号処理機能を追加したことにより、AAM-4と比べてスタンドオフ・レンジで1.2倍、自律誘導距離で1.4倍、AIM-120B+と比べてスタンドオフ・レンジで僅かに、自律誘導距離で1.4倍の能力がある。また、レールランチャーからの発射にも対応した。
調達初年度の2010年（平成22年）度予算からは99式空対空誘導弾(B) (AAM-4B) に名称が変更され、F-15近代化改修機を中心とした戦闘機部隊への配備が進められる。

### ダクテッドロケット飛翔体
技術研究本部で、2000年（平成12年）度から2007年（平成19年）度まで、川崎重工業を主契約者として、AAM-4の固体燃料ロケットをラムジェットエンジンの一種のダクテッドロケットエンジンに代替し、射程延長等の能力向上を図った「ダクテッドロケット飛しょう体の研究」が行われた。ダクテッドロケットエンジンは次世代の中距離空対空誘導弾の推進装置として採用される可能性がある。
同クラスのラムジェット推進ミサイルとしてアメリカのFMRAAMやロシアのR-77-PDやヨーロッパのミーティアがある。

### XRIM-4
技術研究本部で、AAM-4をベースに、艦対空短ミサイルのRIM-7M シースパローの後継となる、終末アクティブ誘導方式艦対空誘導弾 (AHRIM) のXRIM-4の開発が行われていたが、ESSMの採用と防衛費削減により開発中止となっている。
その後、2017年度から新たに03式中距離地対空誘導弾（改）を基にしたESSMの後継となる新艦対空誘導弾の開発が進められている。

## 問題点
AAM-4は重いため、1機あたりに搭載できる数が限られてしまうことや、命中精度向上のため機体-ミサイル間の通信量が多くなり機体のセントラルコンピュータやデータバスに大きな負担を掛けることなどが問題点とされている。
また、AAM-4はAIM-120と比較し1インチ太く、大型の制御翼（AMRAAMの全幅が62.7 cmなのに対しAAM-4は77 cm）を使用しているためF-4EJの後継機であるF-35への搭載において、問題が発生する可能性がある。F-35の兵器システムを担任し、AIM-120を販売するレイセオンによれば「F-35の胴体内兵器倉への装着は極めて困難で、機体側の改修は可能だろうが、加えて兵器システム用ソフトウェアの書き換えなどの手間と費用を考慮すれば、実績のあるAIM-120をF-35と共に導入することが合理的」との見解を示している。それに対し、F-35の製造メーカーであるロッキード・マーティンのスティーブ・オブライアン副社長は「長さがほぼ同じであればスペース的な問題は生じず、太さ1インチの差というのは大した差ではなく、装着用アタッチメントを変更するだけで済むので、このことが大きな問題になることはない」との見解を示している（ただし、ここではJ/ARG-1の搭載が必要であるという点や大型の制御翼については触れていない）。そのため2014年12月12日、アメリカ政府はAIM-120の日本への輸出を承認しAMRAAMの購入が行われた。また2014年に共同研究を行うことが発表された日本とイギリスの間で、AAM-4Bのシーカーをミーティアに搭載した改良型を開発することが決定された。

## 後継ミサイル
令和6年(2024年)度防衛予算で次期中距離空対空誘導弾の開発研究が正式に決定した。このミサイルは令和6年(2024年)から令和12年(2030年)までに開発されることとなっている。

## 運用機
F-15J/DJMSIP機の対応改修機のみ。
F-2対応改修機のみ。